# عمر دياكيتي
عمر دياكيتي (بالفرنسية: Oumar Diakité)‏ (من مواليد 5 ديسمبر 2002) هو لاعب كرة قدم فرنسي محترف يلعب كلاعب خط وسط لنادي باريس.

## حياته الشخصية
ولد دياكيتي في فرنسا، وهو من أصل مالي.